# Abbaye de Saint-Léon
L'abbaye Saint-Léon est une abbaye bénédictine située à Saint Leo en Floride (États-Unis) dans le comté de Pasco, fondée par l'abbaye de Belmont en 1889. Elle fait partie de la congrégation américano-cassinaise au sein de la confédération bénédictine et comprend une communauté de vingt-sept moines, ainsi que de cent oblats dans le siècle. Elle est dédiée à saint Léon le Grand.

## Histoire
L'abbaye a été fondée en 1889 par des moines venus de Belmont, envoyés par le T.R.P. Leo Haid, osb, venus retrouver un prêtre bénédictin envoyé quelques années auparavant par le T.R.P. Boniface Wimmer fonder une paroisse dans les environs. Le collège Saint-Léon est fondé en même temps. Il est devenu aujourd'hui la Saint Leo University (en). 
L'église abbatiale de la Sainte-Croix a été reconstruite en 1948 dans le style romano-lombard. Une partie des travaux a été payée grâce au jus d'orange produit par l'abbaye, donné à l'abbaye Saint-Meinrad, en échange de matériel, pierres, et fournitures ! Les fresques sont d'Urban Sprugg.
L'abbaye dispose d'un vaste centre de retraites spirituelles, individuelles ou en groupe. Elle dirige l'université du même nom et gère une boutique d'artisanat monastique, avec aussi des achats en ligne.
Elle est dirigée depuis 2007 par le P. Isaac Camacho.